# Nail Beširović
Nail Beširović (Sarajevo, 22 luglio 1967) è un ex calciatore bosniaco, di ruolo centrocampista.

## Biografia
È il padre di Dino Beširović, a sua volta calciatore.

## Carriera

### Club
Dopo aver giocato in patria, nel 1992 approda in Portogallo, giocando per più di un decennio in squadre portoghesi di basso livello, spesso tra la seconda e la terza divisione nazionale: per un lustro consecutivo, tra il 1996 e il 2001 gioca anche in prima divisione, con le maglie di Sporting Espinho e Farense, guadagnandosi la convocazione in Nazionale nel 1998. Termina la sua carriera al Beira-Mar Monte Gordo, club di quarta divisione, nel 2004, dopo aver totalizzato più di 400 incontri in tutti i campionati.

### Nazionale
La sua unica partita in Nazionale è datata 3 giugno 1998, una sfida amichevole contro la Macedonia (1-1) dove il CT Mušović decide di schierarlo nel finale di gara al posto di Senad Repuh.

## Statistiche

### Presenze e reti in Nazionale
| Cronologia completa delle presenze e delle reti in nazionale ― Bosnia ed Erzegovina | Cronologia completa delle presenze e delle reti in nazionale ― Bosnia ed Erzegovina | Cronologia completa delle presenze e delle reti in nazionale ― Bosnia ed Erzegovina | Cronologia completa delle presenze e delle reti in nazionale ― Bosnia ed Erzegovina | Cronologia completa delle presenze e delle reti in nazionale ― Bosnia ed Erzegovina | Cronologia completa delle presenze e delle reti in nazionale ― Bosnia ed Erzegovina | Cronologia completa delle presenze e delle reti in nazionale ― Bosnia ed Erzegovina | Cronologia completa delle presenze e delle reti in nazionale ― Bosnia ed Erzegovina |
| Data                                                                                | Città                                                                               | In casa                                                                             | Risultato                                                                           | Ospiti                                                                              | Competizione                                                                        | Reti                                                                                | Note                                                                                |
| ----------------------------------------------------------------------------------- | ----------------------------------------------------------------------------------- | ----------------------------------------------------------------------------------- | ----------------------------------------------------------------------------------- | ----------------------------------------------------------------------------------- | ----------------------------------------------------------------------------------- | ----------------------------------------------------------------------------------- | ----------------------------------------------------------------------------------- |
| 3-6-1998                                                                            | Skopje                                                                              | Macedonia del Nord                                                                  | 1 – 1                                                                               | Bosnia ed Erzegovina                                                                | Amichevole                                                                          | -                                                                                   | 85’                                                                                 |
| Totale                                                                              |                                                                                     | Presenze                                                                            | 1                                                                                   |                                                                                     | Reti                                                                                | 0                                                                                   |                                                                                     |